# رومني (أوكرانيا)
رومني هي مدينة من مدن أوكرانيا. يبلغ عدد سكانها 42,856 نسمة وذلك حسب إحصائيات سنة 2012. يبلغ ارتفاع المدينة عن سطح البحر قرابة 171 متر. تبلغ مساحتها 65 كم².

## أعلام
- بنحاس روتنبرغ
- أبرام يوفي